# James L. Key
James Lee Key, född 27 juli 1867 i DeKalb County, Georgia, död 29 maj 1939 i Atlanta, Georgia, var en amerikansk demokratisk politiker. Han var borgmästare i Atlanta 1919–1923 och 1931–1937.
Key arbetade som advokat och gifte sig den 20 juni 1906 med Ela Tillman. Han var metodist och medlem i Knights of Pythias.
Key efterträdde 1919 Asa Griggs Candler som borgmästare och efterträddes 1923 av Walter A. Sims. Han tillträdde 1931 på nytt som borgmästare och efterträddes 1937 av William B. Hartsfield.